# 福建省消防救援总队
福建省消防救援总队，加挂福建省消防救援局牌子，是中华人民共和国福建省的消防救援机构，由中华人民共和国应急管理部与福建省人民政府双重领导，承担福建省的火灾扑救、消防监督、抢险救援等职责。

## 历史沿革
中华人民共和国成立后，福建省公安机关接管了原救火会等消防组织，到1950年初，福建省共有公安消防民警87人。1950年5月，福州市人民政府公安局成立福州市人民消防警察队，下设3个分队、9个小队和4个瞭望台，共111人、10辆消防车。1951年，先后在厦门市、漳州市建立了公安消防队，分别有12人、8人。1953年后，又在泉州市、南平县组建了公安消防队。到1957年，福建省公安消防队伍共有5个队、167人、33辆消防车、153台泵浦。1958年11月，福建省公安厅治安处设人防消防科。
1962、1963年，财政部两次拨给福建省防空消防转款，用于增添消防器材、装备和消防车。到1963年10月，福建省公安消防队伍共计2个大队、7个中队，有消防干警462人，有消防车、艇71辆、艘。到1965年10月，福建省共有6个市、33个县组建了公安消防队，没有建队的24个县配有消防民警，总编制902人，实有825人。根据《关于公安消防民警实行义务兵役制有关问题的联合通告》，福建省公安消防民警自1966年起陆续实行义务兵役制。
“文化大革命”爆发后，福建省消防工作陷入瘫痪。1973年12月起，全省消防部队恢复公安机关统一领导。1974年，福建省公安厅设消防总队，建阳、三明、宁德、莆田、晋江、龙溪、龙岩地区公安局设消防大队，暂不组建公安消防队的县公安局设消防股。到1974年底，福建省公安消防队伍共有大队2个、中队41个共1125人。1975年6月，福建省公安局恢复消防处。
1980年，福建省公安消防队伍编制1526人。1983年1月，公安消防部队纳入武警序列，设立中国人民武装警察部队福建省总队消防处。1984年，云南省公安消防部队编制2020人。1985年4月，福建省消防部队编制为2040人。1987年8月，福建省消防部队总人数增加到2435人。1988年7月，改称中国人民武装警察部队福建省消防总队。到1998年底，福建省消防部队共有9个支队、1个教导大队、2个特勤大队、78个县（市、区）消防大队、9个城市消防科、98个消防中队，共有消防官兵3117人，其中警官966人、士兵2151人。
2018年3月，《深化党和国家机构改革方案》公布，公安消防部队全部退出现役，成建制划归应急管理部，承担灭火救援和其他应急救援工作，现役编制全部转为行政编制。10月9日，公安消防部队移交应急管理部交接仪式举行。2018年12月26日，福建省消防救援总队举行授旗授衔和换装仪式。2019年12月22日，福建省消防救援总队正式挂牌。
2024年6月，各消防救援总队、支队、大队加挂驻地省、市、县三级消防救援局牌子，福建省消防救援总队加挂福建省消防救援局牌子。

## 职责
根据《消防救援队伍总队及以下单位机构编制方案》，福建省消防救援总队承担下列职责：
1. 承担城乡综合性消防救援工作，负责指挥调度相关灾害事故救援行动，承担重要会议、大型活动消防安全保卫工作。
2. 承担火灾预防、消防监督执法以及火灾事故调查处理相关工作，依法行使消防安全综合监管职能，推动落实消防安全责任制。
3. 参与拟订消防专项规划，参与起草地方性消防法规、规章草案并监督实施。
4. 负责消防救援队伍综合性消防救援预案编制、战术研究和执勤备战、训练演练等工作。
5. 负责消防救援信息化和应急通信建设，承担综合性消防救援行动应急通信保障工作。
6. 负责消防安全宣传教育，组织指导社会消防力量建设。
7. 负责消防应急救援专业队伍规划、建设与调度指挥，参与组织协调动员各类社会救援力量参加救援任务。
8. 负责消防救援队伍建设与管理。
9. 完成应急管理部和所在省（区、市）党委政府交办的相关任务。

## 组织机构
根据《消防救援队伍总队及以下单位机构编制方案》，福建省消防救援总队属于三类总队。

### 机关内设机构和直属单位
福建省消防救援总队机关设有灭火救援指挥部、政治部以及14个业务处室。
- 灭火救援指挥部
  - 指挥中心
  - 作战训练处（特种灾害救援处）
  - 信息通信处
- 政治部
  - 组织教育处（机关党委）
  - 人事处
  - 队务处
- 办公室
- 纪检督察室（巡察工作办公室）
- 审计室
- 防火监督处
- 法制与社会消防工作处（火调技术处）
- 新闻宣传处（全媒体工作中心）
- 后勤装备处
- 财务处

此外，总队机关还设有1个应急通信与车辆勤务大队。

### 消防救援支队
福建省消防救援总队下辖有11个支队，包括9个地级市消防救援支队、设在平潭综合实验区的1个消防救援支队和1个训练与战勤保障支队，各消防救援支队下辖97个县、市、区消防救援大队。
- 福州市消防救援支队
- 厦门市消防救援支队
- 漳州市消防救援支队
- 泉州市消防救援支队
- 莆田市消防救援支队
- 三明市消防救援支队
- 龙岩市消防救援支队
- 南平市消防救援支队
- 宁德市消防救援支队
- 平潭综合实验区消防救援支队
- 福建省消防救援总队训练与战勤保障支队

## 救援力量
截至2023年，福建省消防救援总队共有消防救援站250个。
根据《消防救援队伍总队及以下单位机构编制方案》，福建省消防救援总队为三类总队，编制总额4872名，其中干部1651名、消防员3221名。

## 行动
2011至2015年间，福建省公安消防部队接警出动14.3万余起，出动消防官兵139.5万人次，疏散营救被困人员13.5万人，抢救保护财产价值33.9亿元。
2016至2020年间，福建省消防救援队伍接警出动23万余起，疏散营救被困人员12万人，抢救保护财产价值30亿元。

## 其他
福建省消防救援总队下辖的福州市鼓楼区三坊七巷消防救援站自1991年起承担福州市五一广场的升降旗任务，是国家综合性消防救援队伍中唯一承担省会城市升降旗任务的队伍，其亦参与了国家综合性消防救援队伍授旗仪式等重大司礼任务。

## 历任领导

### 福建省公安消防总队
| 总队长 - 张兴辉 武警大校（2011年—2015年） - 王文生 武警大校（2015年3月—2019年1月） | 政治委员 - 农有良 武警大校（2012年—2017年） - 李文江 武警大校（2017年—2019年1月） |

### 福建省消防救援总队
| 总队长 - 王文生 高级指挥长（2019年1月—2021年9月） - 高宁宇 高级指挥长（2022年1月—） | 政治委员 - 李文江 高级指挥长（2019年1月—2019年） - 赖世雄 高级指挥长（2019年—） |